# Stazione di Calderara
La stazione di Calderara era una stazione ferroviaria posta sulla ferrovia Circumetnea.
Si trova nel territorio comunale di Randazzo, in provincia di Catania.

## Movimento
Al 2021, la stazione di Calderara è priva di servizio viaggiatori.